# Kiçi Naryn
Il Kiçı Narın (in kirghiso Кичи Нарын?, in russo Малый Нарын?, Malyj Naryn, "piccolo Naryn") è un fiume del Kirghizistan, tributario di sinistra del Naryn. Scorre nella regione di Naryn.

## Descrizione
Il fiume ha la sua sorgente sul versante settentrionale della cresta Cetimbel (Жетимбел); scorre fra le montagne dapprima con il nome di Bulkan, dopo essersi unito all'Üçemçek, prende il nome di Balgart e solo dopo aver ricevuto il Cılañaç assume il nome di  Kiçı Narın. Nell'ultimo tratto gira a sud, attraversando le creste Nura e Cetim, e sfocia nel Naryn. Ha una lunghezza di 144 km, l'area del suo bacino è di 3 870 km².